# 김재순 (정치인)
김재순(金在淳, 1923년 11월 30일~2016년 5월 17일)은 대한민국의 정치인이다. 제5·6·7·8·9·13·14대 국회의원, 제13대 국회 전반기 국회의장을 지냈다. 본관은 전주, 호는 우암이다.
1923년 평양 출생이며, 1952년 서울대학교 상과대학 경제학과를 졸업했다. 1970년 교양지 《샘터》를 창간하였다.
1988년 콜롬비아 상하원 적십자대훈장, 1989년 페루 드레레이아스 공로훈장, 1990년 타이 최고백상대훈장, 1991년 대한민국 무궁화대훈장을 수상했다. 서울대학교 제15·16·17·18대 총동창회 회장으로 있었으며, 2006년 자랑스러운 서울대인에 선정되었다.

## 학력
- 1952년 서울대학교 경제학 학사

## 가족 관계
- 배우자: 이용자
  - 아들: 김성진, 김성린, 김성봉, 김성구

## 역대 선거 결과
|  | 35.91% |

|  | 27.54% |

|  | 42.69% |

|  | 66.73% |

|  | 61.68% |

|  | 0% |

|  | 19.05% |

|  | 42.78% |

|  | 36.48% |